# Georges-Henri Ballot
Pour les articles homonymes, voir Ballot.
Georges-Henri Ballot, né à Paris 6e le 14 juin 1866 et mort dans le même arrondissement le 26 janvier 1942, est un peintre français.

## Biographie

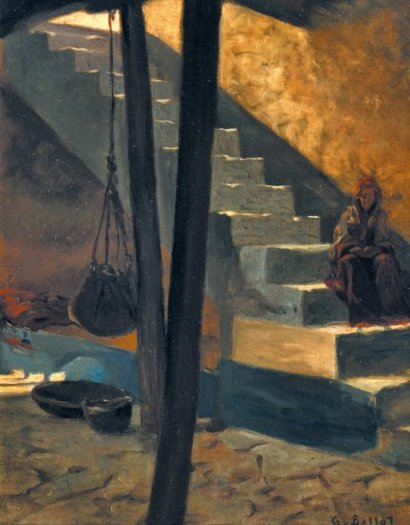
Attribué à Georges-Henri Ballot, Sur les marches, huile sur toile,, localisation inconnue.

Élève de William Bouguereau et de Tony Robert-Fleury à l'École des beaux-arts de Paris, Georges-Henri Ballot est membre de la Société des artistes français et de la Société nationale des beaux-arts. Il expose le Portrait du peintre Bouduquet au Salon des artistes français de 1929. 
On lui doit essentiellement des portraits et des scènes orientales.

## Distinctions
- Chevalier de la Légion d'honneur (1936).

## Œuvres

### Œuvres dans les collections publiques
- Paris, musée d'Orsay : Intérieur, huile sur toile, 55 × 46 cm[2].

### Œuvres dans les collections privées référencées
- Autoportrait dans l'atelier, huile sur toile, 55 × 66 cm, ancienne collection J. Dupuy Mestreau, localisation inconnue[3].